# Chlosyne eudema
Chlosyne eudema är en fjärilsart som beskrevs av Frederick DuCane Godman och Osbert Salvin 1894. Chlosyne eudema ingår i släktet Chlosyne och familjen praktfjärilar. Inga underarter finns listade i Catalogue of Life.